# Гьячунг-Канг
Гьячунг-Канг (Gyachung Kang, неп. ग्याचुङ्काङ ) (7952 м) — вершина хребта Махалангур-Гімал в центральній частині Гімалаїв, найвищий пік між Чо-Ойю (8201 м) і Еверестом (8848 м). Розташований на кордоні Непалу і Тибету. 15-та по висоті вершина світу, а також найвища вершина, яка не є восьмитисячником. Гьячунг-Канг набагато менш відомий, ніж найнижчий з восьмитисячників, хоча нижче від останнього всього на кілька десятків метрів. Гьячунг-Канг фактично складає з Чо-Ойю гігантську стіну завдовжки 11 км.
Перше сходження здійснили 10 квітня 1964 р. Ю. Като, К. Сакайдзава і Пасанг Путар, на наступний день на вершину зійшли К. Матіда і К. Ясухіса. Північну стіну вперше пройдено в 1999 р. словенською експедицією і повторно Ясусі Яманоєм у 2002 р.

## Ресурси Інтернету
- Словенська експедиція 1999 р. [Архівовано 16 листопада 2012 у Wayback Machine.]
- Gyachung Kang [Архівовано 25 березня 2017 у Wayback Machine.]
- Перше сходження 1964 р. [Архівовано 4 квітня 2002 у Archive.is]